# Pachydissus australasiae
Pachydissus australasiae es una especie de escarabajo longicornio del género Pachydissus, tribu Cerambycini, subfamilia Cerambycinae. Fue descrita científicamente por Hope en 1842.

## Descripción
Mide 23,5-32 milímetros de longitud.

## Distribución
Se distribuye por Australia.